# Inoren Ero Ni
Inoren Ero Ni est un groupe de rock espagnol, originaire d'Andoain, dans le Pays basque espagnol. Son style musical pourrait s'apparenter à du post-hardcore ou à de l'emo, genre qui comprend des groupes comme Fugazi, Rites of Spring ou Girls Against Boys, qui jouaient du hardcore mais qui ouvraient la palette stylistique de mélodies troublantes. En fait, Eneko, Drake et Mikel jouaient déjà avec le groupe de punk hardcore BAP!!.

## Biographie
Au cours de l'année 2002, Mikel, Eneko et Drake se réunissent avec Borja (ex-guitariste du groupe Purr) pour essayer de nouvelles chansons. Cela provoque des rumeurs sur une possible réunion de BAP!!, ce que le groupe niera totalement et annoncera plutôt la naissance de leur nouveau projet, Inoren Ero Ni (nom de la structure palindromique).
Ils entrent aux Studios Garate en 2003 en compagnie de Kaki Arkarazo, pour enregistrer leur premier album, Inoren Ero Ni, publié par le label basque Metak. Les derniers mixages, sur les conseils de Kaki lui-même, sont réalisés avec Jesús Arispont (Def Con Dos) aux studios Masterispoint, à Madrid. Le disque est très bien accueilli par la presse musicale espagnole, et est mis en évidence par les magazines Ruta 66 (qui considère Mikel et Drake comme la meilleure base rythmique du pays), La Factoría del Ritmo et Todas las novedades.
Les chansons partent d'une liberté de création absolue, inspiré de Captain Beefheart and His Magic Band, un groupe leader du psychédélisme et de la liberté musicale. Pour les paroles, le groupe collabore avec Alberto Irazu (Bi miloi pixels), Jon Arga (Ohean eta lasi), Xabier Ansa (Basamortuan et Iparraldera) et Maialen Lujanbio (Ondo bizitzeko beldur), et reprend le morceau War des canadiens Subhumans. Tanger est une reprise de quelques vers écrits par Borja lui-même.
Le groupe effectue une petite tournée internationale à travers l'Europe et l'Espagne en soutien à l'album, avec quelques concerts dans lesquels les critiques étaient enthousiastes. « La performance a tout déballé sur les thèmes du tout nouveau CD, en plus de deux versions de chansons de Shellac et de Fidelity Jones, des compositions un peu risquées, mais qui, musicalement parlant, sonnaient parfaitement ensemble. » 
La tournée emmène en Allemagne, en Suisse et en France, ainsi qu'en Espagne.
Ils n'entrent plus en studio avant 2007. Drake annonce aux autres membres son désir de quitter le groupe. Pendant l'été, ils sont à nouveau aux studios Garate avec Kaki Arkarazo. Après la fin des enregistrements, Drake quitte finalement le groupe. Le reste des membres cherche un nouveau bassiste, et recrute Mariano Hurtado (membre d'El Hombre Burbuja ou Lazy Lizard).
Avec Mario, ils commencent à jouer pour au Pays Basque espagnol à la fin 2007 et début 2008. Le groupe sort deux nouveaux albums entre 2009 et 2011, Fosbury  et Fregoli, respectivement.

## Membres

### Membres actuels
- Eneko Abrego - chant
- Mariano- basse (depuis 2008)
- Borja - guitare
- Iñaki (Guantxe) - batterie, samplers

### Anciens membres
- Drake - basse (2002-2007)
- Mikel Abrego - batterie

## Discographie

### Albums studio
- 2004 : Inoren Ero Ni (Metak)
- 2008 : Gronhölm (Bidehuts)
- 2009 : Fosbury (Bidehuts)
- 2011 : Fregoli (Bidehuts)

### Split
- 200 : Coupages #1 (Bidehuts)